# Donnelly Rhodes
Donnelly Rhodes, född 4 december 1937 i Winnipeg, Manitoba, död 8 januari 2018 i Maple Ridge, British Columbia, var en kanadensisk skådespelare.
Rhodes medverkade i många olika produktioner, bland annat som återkommande karaktär i TV-serierna Lödder och Battlestar Galactica. Han hade även gästroller i serier som Spanarna på Hill Street, Skål, Pantertanter, Arkiv X, Psych, Smallville, Äventyr i bukten, Mord och inga visor och The L Word.

## Filmografi i urval
- 1978–1981 – Lödder (TV-serie)
- 1986–1990 – Äventyr i bukten (TV-serie)
- 1998–2005 – Da Vinci's Inquest (TV-serie)
- 2004–2009 – Battlestar Galactica (TV-serie)